# Roberto Mejía
Roberto Antonio Mejía Díaz (nacido el 14 de abril de 1972 en Hato Mayor) es un ex segunda base dominicano que jugó en las Grandes Ligas de Béisbol para tres equipos. Jugó alrededor de cuatro temporadas en las Grandes Ligas entre 1993-1997, y una temporada en la Organización Coreana de Béisbol en 2003. En 2009, jugó para el equipo El Paso Diablos de la American Association of Independent Professional Baseball.
Firmado por los Dodgers de Los Ángeles como amateur en 1988, Mejía hizo su debut en Grandes Ligas con los Rockies de Colorado el 15 de julio de 1993, durante su temporada inaugural. Apareció en su último partido de Grandes Ligas el 11 de abril de 1997 con los Cardenales de San Luis. Desde entonces, no ha dejado de jugar profesionalmente, incluyendo varias temporadas en la Liga Mexicana. En  2003, jugó para las Águilas Hanhwa de la KBO.